# Wahlkreis Greiz I
Der Wahlkreis Greiz I (Wahlkreis 39) ist ein Landtagswahlkreis in Thüringen und umfasst zur Landtagswahl 2019 vom Landkreis Greiz die Gemeinden Auma-Weidatal, Bad Köstritz, Bocka, Caaschwitz, Crimla, Harth-Pöllnitz, Hartmannsdorf, Hohenleuben, Hundhaupten, Kraftsdorf, Kühdorf, Langenwetzendorf, Langenwolschendorf, Lederhose, Lindenkreuz, Münchenbernsdorf, Saara, Schwarzbach, Weida, Weißendorf, Zedlitz und Zeulenroda-Triebes.

## Landtagswahl 2024
Zur Landtagswahl in Thüringen 2024 kandidieren die folgenden Personen:
| Gegenstand der Nachweisung | Gegenstand der Nachweisung | Erst- stimmen | Erst- stimmen | Zweit- stimmen | Zweit- stimmen |
| Bewerber                   | Partei                     | Anzahl        | %             | Anzahl         | %              |
| -------------------------- | -------------------------- | ------------- | ------------- | -------------- | -------------- |
| Wahlberechtigte            | Wahlberechtigte            | 42.173        | 42.173        | 42.173         | 42.173         |
| Wähler                     | Wähler                     | 31.857        | 31.857        | 31.857         | 75,5           |
| Ungültige Stimmen          | Ungültige Stimmen          | 398           | 1,2           | 273            | 0,9            |
| Gültige Stimmen            | Gültige Stimmen            | 31.459        | 98,8          | 31.584         | 99,1           |
| davon                      |                            |               |               |                |                |
| Alexander Frieß            | DIE LINKE                  | 2.548         | 8,1           | 3.350          | 10,6           |
| Thomas Trommer             | AfD                        | 11.809        | 37,5          | 11.888         | 37,6           |
| Martina Schweinsburg       | CDU                        | 14.701        | 46,7          | 8.330          | 26,4           |
| Eric Böhme                 | SPD                        | 1.253         | 4,0           | 1.149          | 3,6            |
| Martin Schulze             | GRÜNE                      | 525           | 1,7           | 520            | 1,6            |
| Dirk Bergner               | FDP                        | 623           | 2,0           | 343            | 1,1            |
|                            | TIERSCHUTZ hier!           |               |               | 311            | 1,0            |
|                            | ÖDP / Familie ..           | 46            | 0,1           |                |                |
|                            | PIRATEN                    | 81            | 0,3           |                |                |
|                            | MLPD                       | 36            | 0,1           |                |                |
|                            | BÜNDNIS DEUTSCHLAND        | 118           | 0,4           |                |                |
|                            | BSW                        | 4.858         | 15,4          |                |                |
|                            | FAMILIE                    | 160           | 0,5           |                |                |
|                            | FREIE WÄHLER               | 237           | 0,8           |                |                |
|                            | WU                         | 157           | 0,5           |                |                |

## Wahl 2019
Die Landtagswahl in Thüringen 2019 erbrachte folgendes Wahlkreisergebnis:
| Name                              | Partei         | Anteil der Erststimmen |
| --------------------------------- | -------------- | ---------------------- |
| Volker Emde                       | CDU            | 35,0 %                 |
| Sven Weber                        | Die Linke      | 29,6 %                 |
| Raphael Heyder                    | SPD            | 8,2 %                  |
| Jens Kämpfer                      | GRÜNE          | 4,3 %                  |
| Dirk Bergner                      | FDP            | 15,4 %                 |
| Peter Höfer                       | Einzelbewerber | 7,5 %                  |
| Wahlberechtigte: 44.129 Einwohner |                |                        |
| Wahlbeteiligung: 67,1 %           |                |                        |

## Wahl 2014
Die Landtagswahl in Thüringen 2014 erbrachte folgendes Wahlkreisergebnis:
| Name                              | Partei    | Anteil der Erststimmen |
| --------------------------------- | --------- | ---------------------- |
| Volker Emde                       | CDU       | 42,7 %                 |
| Diana Skibbe                      | Die Linke | 29,9 %                 |
| Marie-Theres Mayer                | SPD       | 11,9 %                 |
| Dirk Bergner                      | FDP       | 5,2 %                  |
| Jennifer Schubert                 | GRÜNE     | 5,2 %                  |
| Michael Kuhn                      | NPD       | 5,1 %                  |
| Wahlberechtigte: 45.405 Einwohner |           |                        |
| Wahlbeteiligung: 54,4 %           |           |                        |

## Wahl 2009
Bei der Landtagswahl in Thüringen 2009 traten folgende Kandidaten an:
| Name                              | Partei    | Anteil der Erststimmen |
| --------------------------------- | --------- | ---------------------- |
| Volker Emde                       | CDU       | 36,0 %                 |
| Frank Lux                         | Die Linke | 27,2 %                 |
| Mike Stieber                      | SPD       | 16,2 %                 |
| Vincent Müller                    | GRÜNE     | 5,0 %                  |
| Dirk Bergner                      | FDP       | 10,7 %                 |
| Mandy Schneider                   | NPD       | 4,8 %                  |
| Wahlberechtigte: 51.567 Einwohner |           |                        |
| Wahlbeteiligung: 57,2 %           |           |                        |

## Wahl 2004
Bei der Landtagswahl in Thüringen 2004 traten folgende Kandidaten an:
| Name                              | Partei | Anteil der Erststimmen |
| --------------------------------- | ------ | ---------------------- |
| Volker Emde                       | CDU    | 47,8 %                 |
| Heidrun Sedlacik                  | PDS    | 29,1 %                 |
| Mike Stieber                      | SPD    | 13,0 %                 |
| Ines Zipfel                       | GRÜNE  | 4,5 %                  |
| Dirk Bergner                      | FDP    | 5,6 %                  |
| Wahlberechtigte: 54.144 Einwohner |        |                        |
| Wahlbeteiligung: 55,2 %           |        |                        |

## Wahl 1999
Bei der Landtagswahl in Thüringen 1999 traten folgende Kandidaten an:
| Name                              | Partei | Anteil der Erststimmen |
| --------------------------------- | ------ | ---------------------- |
| Volker Emde                       | CDU    | 52,8 %                 |
| Ines Zipfel                       | SPD    | 19,5 %                 |
| Heidrun Sedlacik                  | PDS    | 22,5 %                 |
| Michael Knietsch                  | REP    | 2,6 %                  |
| Horst Gerber                      | FDP    | 2,6 %                  |
| Wahlberechtigte: 53.989 Einwohner |        |                        |
| Wahlbeteiligung: 60,6 %           |        |                        |

## Bisherige Abgeordnete
Direkt gewählte Abgeordnete des Wahlkreises Greiz I waren:
| Jahr | Name         | Partei | Anteil der Erststimmen |
| ---- | ------------ | ------ | ---------------------- |
| 2019 | Volker Emde  | CDU    | 35,0 %                 |
| 2014 | Volker Emde  | CDU    | 42,7 %                 |
| 2009 | Volker Emde  | CDU    | 36,0 %                 |
| 2004 | Volker Emde  | CDU    | 47,8 %                 |
| 1999 | Volker Emde  | CDU    | 52,8 %                 |
| 1994 | Peter Schütz | CDU    | 47,7 %                 |